# Анклав (фильм)
«Анклав» (серб. Енклава) — кинофильм режиссёра Горана Родовановича, вышедший на экраны в 2015 году. Лента получила приз зрительских симпатий на Московском кинофестивале и специальное упоминание на Индийском кинофестивале, а также выдвигалась от Сербии на премию «Оскар» за лучший фильм на иностранном языке, однако не была номинирована. Фильм получил «Бронзовый Витязь» на XXV кинофестивале «Золотой Витязь» (2016, Севастополь).

## Сюжет
Действие происходит в Косово, в маленьком сербском анклаве, который окружён со всех сторон территориями, заселёнными албанцами. Большинство сербов давно покинуло эту местность, остались в основном старики и те, кто за ними ухаживает. Мальчик Ненад живёт здесь вместе со своим отцом Воиславом и находящимся при смерти дедом Милутином. Ненад — последний ученик сербской школы, которого на занятия персонально доставляет бронетранспортёр миротворческих сил. Это становится предметом зависти со стороны албанских сверстников, двое из которых настроены вполне дружелюбно и благодаря заступничеству Ненада получают возможность прокатиться на боевой машине. Однако третий албанский паренёк, отец которого в своё время погиб от рук сербов, не столь миролюбив...

## В ролях
- Филип Субарич — Ненад
- Небойша Глоговац — Воислав Арсич, отец Ненада
- Денис Мурич — Баским
- Миослав Кривокапич — отец Дража
- Аница Добра — Милица, тётя Ненада
- Мето Йовановски — Милутин Арсич, дед Ненада
- Горан Радакович — Чекич, полицейский
- Ненад Ездич — водитель автобуса
- Кун Лайчи — дед Баскима
- Анна Штиблих — инспектор